# Miroslav Seman
Miroslav Seman (* 14. ledna 1973, Michalovce) je bývalý slovenský fotbalový brankář. Po skončení aktivní kariéry působí jako trenér brankářů.

## Fotbalová kariéra
V československé lize hrál za Tatran Prešov. Nastoupil ve 4 ligových utkáních. Ve slovenské nejvyšší soutěži hrál za 1. FC Tatran Prešov a 1. FC Košice. V české lize hrál za SK České Budějovice, kam přišel jako slovenský reprezentant, post stabilní jedničky si ale neudržel. V lednu 2004 byl na odchodu na hostování do Tatranu Prachatice, ale definitivně odešel až v létě na Kypr do týmu Nea Salamis Famagusta FC. V roce 2006 přestoupil do Žiliny, kde se o dva roky později stal hrajícím trenérem brankářů. Finalista Slovenského poháru 1994, 1997 a 2000. Za reprezentaci Slovenska nastoupil ve 3 utkáních. V kvalifikaci Ligy mistrů UEFA nastoupil ve 2 utkáních, v Poháru UEFA nastoupil ve 2 utkáních a v kvalifikaci Poháru UEFA nastoupil ve 2 utkáních.

## Ligová bilance
| Ročník                                   | Zápasy | Góly | Klub                     |
| ---------------------------------------- | ------ | ---- | ------------------------ |
| 1. československá fotbalová liga 1991/92 | 4      | 0    | Tatran Prešov            |
| 1. slovenská fotbalová liga 1993/94      | 11     | 0    | 1. FC Tatran Prešov      |
| 1. slovenská fotbalová liga 1994/95      | 13     | 0    | 1. FC Tatran Prešov      |
| 1. slovenská fotbalová liga 1995/96      | 27     | 0    | 1. FC Tatran Prešov      |
| 1. slovenská fotbalová liga 1996/97      | 28     | 0    | 1. FC Tatran Prešov      |
| Mars superliga 1997/98                   | 29     | 0    | 1. FC Tatran Prešov      |
| Mars superliga 1998/99                   | 16     | 0    | 1. FC Košice             |
| Mars superliga 1999/00                   | 22     | 0    | 1. FC Košice             |
| Mars superliga 2000/01                   | 17     | 0    | 1. FC Košice             |
| Gambrinus liga 2000/01                   | 3      | 0    | SK České Budějovice      |
| 2. česká fotbalová liga 2001/02          | 28     | 0    | SK České Budějovice      |
| Gambrinus liga 2002/03                   | 22     | 0    | SK České Budějovice      |
| Gambrinus liga 2003/04                   | 9      | 0    | SK České Budějovice      |
| 1. kyperská liga 2004/05                 | 26     | 0    | Nea Salamis Famagusta FC |
| 1. kyperská liga 2005/06                 | 13     | 0    | Nea Salamis Famagusta FC |
| 1. slovenská liga 2006/07                | 1      | 0    | MŠK Žilina               |
| CELKEM                                   | -      | -    |                          |